# Common Vulnerability Scoring System

CVSS logo

Common Vulnerability Scoring System (CVSS) je otevřený standard určený pro hodnocení a kvantifikaci závažnosti softwarových zranitelností. CVSS poskytuje numerické skóre, které odráží relativní závažnost bezpečnostních chyb, a pomáhá tak organizacím prioritizovat své úsilí v oblasti kybernetické bezpečnosti. Tento systém umožňuje bezpečnostním týmům a správcům systémů lépe řídit rizika spojená s různými zranitelnostmi.  CVSS využívá škálu od 0 do 10, kde vyšší skóre znamená vyšší riziko. Tento systém byl zadán Národním poradním výborem pro infrastrukturu (National Infrastructure Advisory Council, NIAC), a v současnosti ho spravuje organizace FIRST (Forum of Incident Response and Security Teams.)

## Historie a vývoj
CVSS byl poprvé zaveden v roce 2005 jako verze CVSS v1. Tato verze byla záhy nahrazena vylepšenou verzí v2 v roce 2007, která přinesla přesnější hodnocení s cílem zvýšit konzistenci a použitelnost v praxi. V roce 2015 byla uvedena verze 3.0, která lépe reflektovala dopady moderních typů útoků a zaváděla rozšířenější škálu metrik. Tato verze byla později nahrazena aktualizovanou verzí CVSS v3.1 v roce 2019, která se zaměřila na zlepšení přehlednosti a interpretace jednotlivých metrik.
Poslední verzí je verze CVSS v4.0, která přinesla řadu vylepšení včetně úprav skórovací metodiky a větší flexibility pro různé typy zranitelností. Cílem je lépe přizpůsobit hodnocení CVSS rychle se měnícímu bezpečnostnímu prostředí.

## Struktura a výpočty skóre
CVSS skóre se skládá z několika základních metrik, které jsou rozděleny do tří skupin: základní, dočasné a environmentální.

### Základní metrika
Základní metrika měří vnitřní charakteristiky zranitelnosti, které jsou stabilní v průběhu času jako je např. složitost útoku, nutnost interakce s uživatelem nebo požadovaná privilegia.

### Dočasná metrika
Dočasná metrika reflektuje faktory, které se mění v průběhu času jako jsou např. dostupnost oprav nebo řešení problému. 

### Environmentální metrika
Environmentální metrika přizpůsobuje základní skóre specifickým podmínkám v rámci konkrétního prostředí, které mohou zvýšit nebo snížit celkové riziko. Těmi jsou např. požadavek na důvěrnot, požadavek na integritu a požadavek dostupnosti.
Každá z těchto metrik je pečlivě definována a umožňuje konzistentní a objektivní výpočty napříč různými systémy a prostředími. Výpočet skóre probíhá pomocí vzorců a příslušných koeficientů, které jsou součástí oficiálních dokumentací ke standardu CVSS.

## Použití a význam
CVSS je dnes široce využíván v bezpečnostním průmyslu. Pomáhá organizacím rozhodovat o tom, které zranitelnosti je nutné řešit přednostně a jaké prostředky vynaložit na opravu jednotlivých problémů. CVSS skóre se často uvádí u zranitelností publikovaných v rámci CVE (zkratka, z anglického Common Vulnerabilities and Exposures) databáze, kterou spravuje MITRE Corporation. Tato databáze slouží jako globální standard pro označování a popisování zranitelností, což ve spojení s CVSS usnadňuje komunikaci o bezpečnostních hrozbách mezi organizacemi. 